# Aivars Aksenoks
Aivars Aksenoks (ur. 24 maja 1961 w Rydze) – łotewski inżynier, polityk i samorządowiec, współzałożyciel partii Nowa Era, w latach 2002–2004 minister sprawiedliwości, w latach 2005–2007 burmistrz Rygi.

## Życiorys
Z wykształcenia inżynier, w 1984 ukończył w Ryskim Instytucie Politechnicznym. W 2003 został absolwentem prawa na Uniwersytecie Łotwy.
W latach 1992–2002 był dyrektorem oddziału dyrekcji do spraw bezpieczeństwa ruchu drogowego (CSDD) w Rydze. W 2002 znalazł się wśród założycieli Nowej Ery. Od listopada 2002 do marca 2004 sprawował urząd ministra sprawiedliwości w rządzie Einarsa Repšego. W 2005 uzyskał mandat radnego miejskiego w Rydze, po czym wybrano go na przewodniczącego tej instytucji (burmistrza miasta). W tym samym roku zasiadł w zarządzie ryskiego portu. W 2007 został odwołany z zajmowanych funkcji, przez dwa lata zarządzał przedsiębiorstwem Auto Italia.
W 2008 odszedł z Nowej Ery, dołączając do ugrupowania TB/LNNK (potem został członkiem formacji Zjednoczenie Narodowe „Wszystko dla Łotwy!” – TB/LNNK). W 2009 objął funkcję dyrektora Ryskiego Muzeum Motoryzacji, a w 2018 powołany do zarządu CSDD.